# بخش لاندسکرونا
بخش لاندسکرونا (به سوئدی: Landskrona kommun) یک ناحیه شهرداری در سوئد است که در شهرستان اسکونه واقع شده‌است.

## خواهرخوانده
شهرهای Glostrup Municipality، کوتکا و پلوشینگن خواهرخوانده‌های بخش لاندسکرونا هستند.